# Altamira do Paraná
Altamira do Paraná är en kommun i Brasilien.   Den ligger i delstaten Paraná, i den södra delen av landet, 1 100 km sydväst om huvudstaden Brasília. Antalet invånare är 4 306.
Omgivningarna runt Altamira do Paraná är huvudsakligen savann. Runt Altamira do Paraná är det glesbefolkat, med 17 invånare per kvadratkilometer.